# Biserica de lemn din Dorohoi

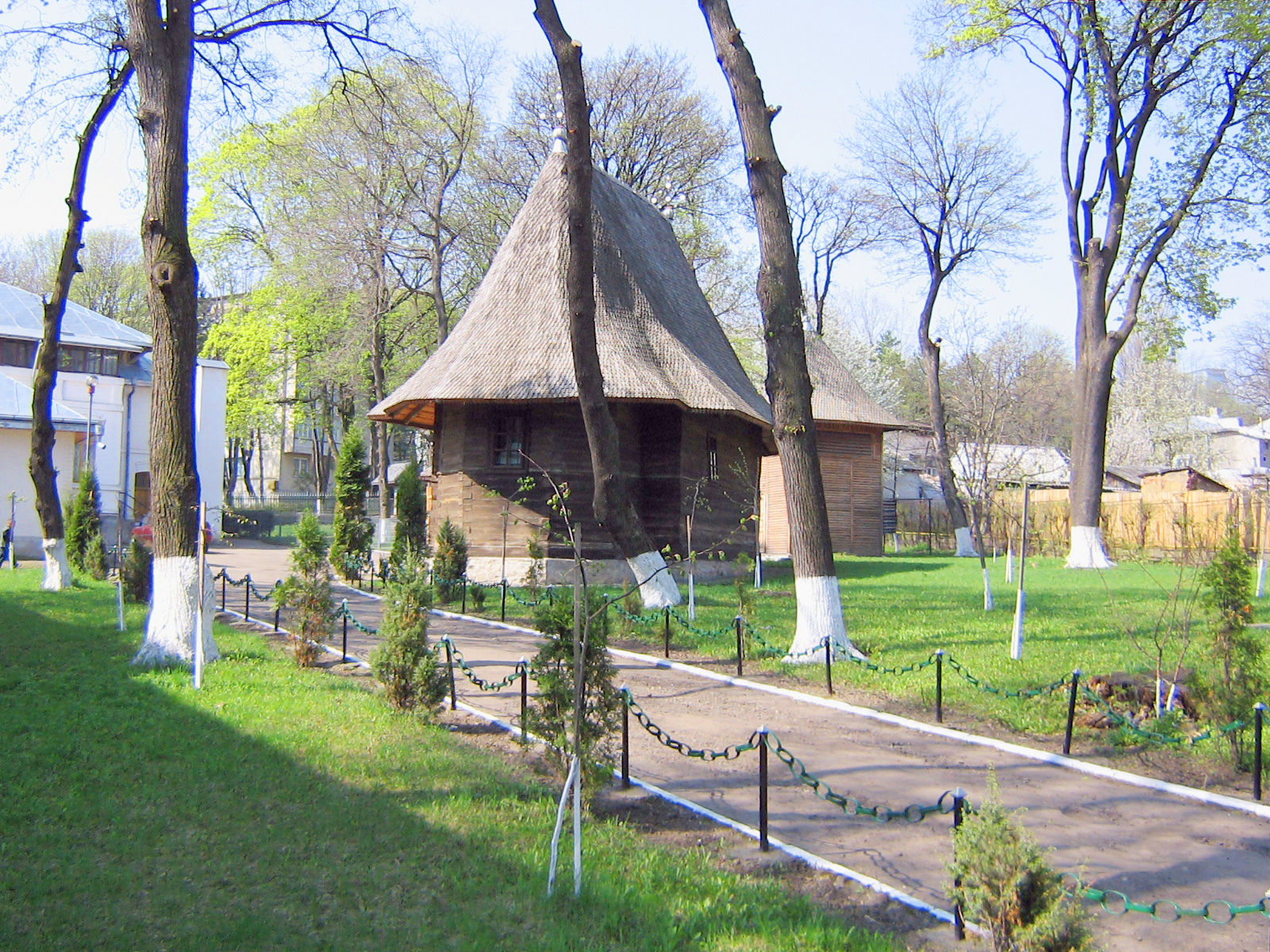
Biserica de lemn din Dorohoi

Biserica de lemn din Dorohoi (Biserica Vârgolici) cu hramul „Nașterea Maicii Domnului” se află în municipiul cu același nume și a fost ridicată în anul 1779. Biserica de lemn se află pe noua listă a monumentelor istorice sub codul LMI:  BT-II-m-B-01976.

## Istoric

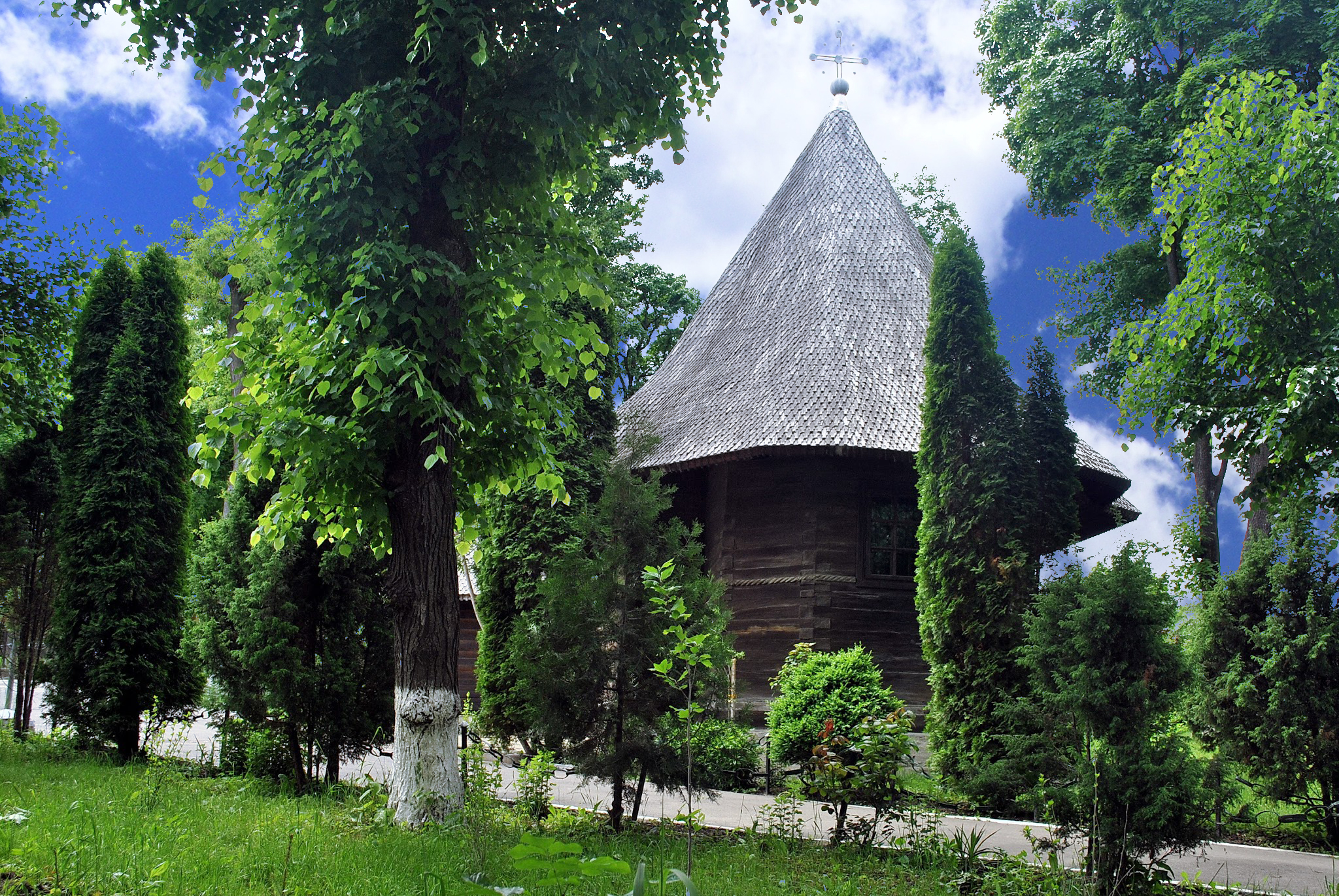
Bisericuța de lemn din Dorohoi

Bisericuța de lemn are pisanie românească cu litere chirilice, săpată în lemn deasupra ușii de la intrare:
„”Această Sfântă Biserică s-a înălțat întru cinstea și lauda Adormirii Precistei de Dumnezeu Născătoare și Pururea Fecioară Maria ,în zilele lui Constantin Moruzi V.v. leat 7287/1779 luna aprilie 12”.”
La un moment dat biserica Sfântul Nicolae, ctitoria lui Ștefan cel Mare, nu a mai corespuns nevoilor duhovnicești ale enoriașilor, credincioși din partea de oraș unde se află astăzi bisericuța, și au construit lăcaș de închinare - bisericuța de lemn de astăzi ,care după spusa bătrânilor ar fi ridicată din lemnul tăiat de pe pădurea locului .
Bisericuța este construită din bârne de stejar pe temelie de piatră, ridicată până la înălțimea de 1 metru, are legătura bârnelor „încheiate” pînă la bolțile de sus din pronaos,naos și altar formând un tot unitar, arătând construcția veche, solidă a veacurilor trecute, motiv pentru care a fost trecută în rândul monumentelor vechi naționale.
Ctitorii bisericuței de lemn din Dorohoi sunt pioșii „poporăni” care în frunte cu preoții lor și-au construit-o din lemn deoarece starea lor economică era foarte modestă ;stăpânirea turcească prin „uneltele” lor fanarioții îi „înglobeau” și pe fumul care ieșea pe coș.
La construirea bisericuței i s-a dat formă de corabie, cu pante repezi la acoperiș și având la exterior sculptat în bârnă de stejar un odgon de corabie, care simboliza speranța creștină.
Bisericuța nu a fost pictată  la exterior nici la interior, a fost vopsit  interiorul în anii 1895, 1904 și 1919 ,când  a fost „înoită” după „chipul” ei vechi de preotul econom stavrofor Dumitru Furtună.
Catapeteasma datează din 1794,după cum se află scris sub icoanele împărătești 
„„Această Sfântă Catapeteasmă s-a făcut prin osârdia lui Tănase Șoltuz ……..în 20.01.1794 ,zugrav a fost Ananiie de la Suceava”.”
Stilul picturii catapetesmei este cel bizantin, în ulei având caracteristicile sfinților ortodocși cu fețele subțiate de post și trăire duhovnicească, a fost spălată și lăcuită în anul 1895, când s-a aflat și inscripția de mai sus.
Între obiectele de cult în afara de Sfântul Potir de argint aurit, care prezintă valoare artistică, altceva bisericuța nu are, valoroase sunt cărțile: 
- Triodul din 1747,
- Evanghelia din 1812,
- Tâlcul Evangheliilor din 1805,
- Cele 9 cântări din 1815 etc.

Cucernicii preoți și credincioșii ai bisericuței au râvnit neâncetat spre a împlini voia lui Dumnezeu și a-și apăra glia strămoșească, acest lucru îl dovedește semiluna așezată la baza crucilor crucilor de pe acoperișul bisericii, așa cum se obișnuia în timpul stăpânirii turcești care silea pe creștini să treacă la islam. Pavăza de apărare pentru a nu fi deznaționalizați a fost credința creștin ortodoxă și datina străbună, păstrată nealterată în sfintele locașuri și în sufletele strămoșilor noștri.
La umbra bisericuței și cu sprijinul cucernicilor preoți a luat ființă Liceul de băieți nr.1, aflat lângă ea.
Bisericuța  se păstrează în starea de la început; a fost acoperită cu tablă peste șindrila de la început, în anul 1895, când s-au așezat și actualele ferestre, ulterior a fost acoperita cu draniță.
În anul 1970 bisericuța a fost închisa până în anul 1995, când a fost numit preotul Ifrim Catalin slujitor la această biserică. A fost începută lucrarea de restaurare a bisericii, au fost reconstruite clopotnița și pridvorul; a fost restaurată catapeteasma; a fost înzestrată biserica cu mobilier bisericesc (strane,mese), icoane, veșminte; au fost curățați pereții  interiori de straturile succesive de vopseaua care se înnegrise; în exterior a fost amenajat trotuarul din jurul bisericii; în față a fost pusă piatră; a fost inzestrata biserica cu  obiecte  de cult (cristelniță, cădelniță, evanghelie, vase liturgice, dvera, prapuri, lumanărar, covoare, cărti de slujbă, strana cântărețului, chivot, acoperăminte pentru Sfânta Masă, covoare, sfesnice, candelabre); a fost refăcută instalația electrică, a fost asigurată sonorizarea; s-a instalat o alarmă; s-a acoperit biserica, clopotnița și crucea din curtea bisericii cu draniță. Astăzi bisericuța de lemn, prin modelul construcției și tăria ei ne arată și va arăta generațiilor viitoare vechea arhitectură  a bisericilor și modul ingenios de lucru la aceste lăcașuri.